# Monti Adirondack
I monti Adirondack sono un massiccio cristallino che attraversa lo stato di New York (44° 7' N; 73° 55' W); in particolare, fanno parte delle contee di Clinton, Essex, Franklin, Hamilton, Herkimer, Lewis e Warren.
Situati in un prolungamento dei monti Appalachi, appartengono geologicamente ai monti Laurenziani del Canada. Sono confinanti, a est, del lago Champlain e del lago George, che li separano dalle Green Mountains (Vermont). Il limite a sud è costituito dalla valle del fiume Mohawk. Al di là del Mohawk, a ovest, si trova l'altopiano di Tug Hill, e a nord il fiume San Lorenzo. Gli Adirondack rappresentano un quinto della superficie dello Stato di New York e contano 4.000 corsi d'acqua. Sono costituiti principalmente da rocce metamorfiche, soprattutto da gneiss.

## Geografia

### Montagne
Gli Adirondack non formano una catena montuosa unita, ma consistono in molte vette, sia isolate che raggruppate. Ci sono oltre cento cime diverse, tra i 1200 e i 5000 piedi (da 370 m a 1500 m) di altitudine; la vetta più alta è il monte Marcy (1629 m) (chiamata in passato Tahawus), nella parte est della catena. I monti Adirondack contano inoltre 46 cime a ridosso dei 4 000 piedi (1219 m). I monti principali sono;
- Picco Algonquin (1559 m)
- Monte Haystack (1512 m)
- Monte Skylight (1501 m)
- Monte Whiteface (1485 m)
- Monte Dix (1480 m)
- Monte Giant (1410 m).

"I 46" vennero tutti scalati tra il 1918 e il 1924 dai fratelli Robert e George Marshall.

### Parco nazionale

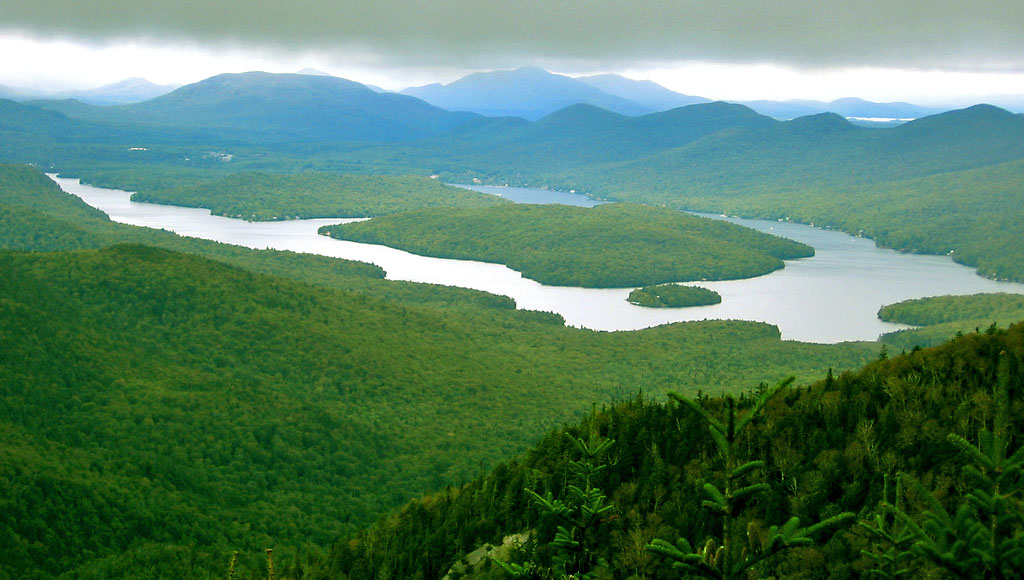
Lake Placid

I monti Adirondack fanno parte con 6,1 milioni di acri (25.000 km²) dell'Adirondack Park, che contiene il Forest Preserve. Circa 43% delle terre è posseduto dallo Stato, mentre il 57% è proprietà di privati cittadini, sotto uno stretto regolamento dell'Adirondack Park Agency. Il parco contiene migliaia di ruscelli e di laghi, tra cui il Lake Placid, adiacente al villaggio di Lake Placid, noto per aver ospitato i Giochi Olimpici invernali del 1932 e del 1980, il lago Saranac e lago Raquette.

### Corsi d'acqua
Il parco è una significativa destinazione per gli amanti di canoa e kayak. La Northern Forest Canoe Trail comincia negli Adirondack presso Old Forge e corre per 147 miglia attraverso il fiume Raquette, il lago Forked, Long Lake, il lago Saranac, il lago Flower, poi attraverso il fiume Saranac fino al Lago Champlain, prima di continuare verso il Maine, attraversando Vermont, Québec e New Hampshire. In questo luogo vi è la sorgente del fiume Hudson che attraversa e sfocia nella città di New York.